# Anoplocis poriae
Anoplocis poriae es una especie de coleóptero de la familia Ciidae.

## Distribución geográfica
Habita en Japón.